# Emilio Faldella
Emilio Faldella (* 5. März 1897 in Maggiora (Piemont); † 9. September 1975 in Turin) war ein italienischer General.

## Leben
Faldella entstammte einer alten Offiziersfamilie aus dem Montferrat. 1914 begann er eine Ausbildung an der Offiziersschule in Modena und wurde im Mai 1915 Leutnant bei den Alpini, mit denen er im Ersten Weltkrieg in den Ostalpen kämpfte, u. a. auf dem Pasubio. Er wurde mehrmals ausgezeichnet und im Alter von 19 Jahren vorübergehend Kommandeur des Alpini-Bataillons Exilles.
Nach dem Krieg diente er zunächst beim 3. Alpini-Regiment. Von 1923 bis 1925 absolvierte er einen Generalstabslehrgang und diente dann bei Divisionsstäben und beim Heeresgeneralstab. Von 1928 bis 1930 kommandierte er ein Alpini-Bataillon, dann übernahm er bis 1935 einen Diplomatenposten in Spanien. Nachdem er in Italien kurz beim Geheimdienst SIM tätig gewesen war, versetzte man ihn wieder nach Spanien, nun in der Funktion eines Verbindungsoffiziers beim Diktator Francisco Franco. Während des Spanischen Bürgerkrieges war er Chef des Stabes beim Kommando der dort eingesetzten faschistischen italienischen Verbände. Im Februar 1937 übernahm er für den verwundeten General Mario Roatta vorübergehend das Kommando und eroberte Málaga. Nach dem Rückschlag von Guadalajara war er im Juni 1937 als Regimentskommandeur an der Eroberung von Bilbao beteiligt. In der Schlacht von Santander (14.–25. August 1937) brach er mit seinem Regiment am ersten Kampftag durch die gegnerischen Stellungen, wofür er einen hohen Orden erhielt. Im Dezember desselben Jahres kehrte er nach Italien zurück und arbeitete bis 1939 beim Generalstab des italienischen Heeres.
Am 1. September 1939 wurde er Kommandeur des 3. Alpini-Regiments, mit dem er 1940 kurz in den Westalpen eingesetzt wurde. Von August 1941 bis Mai 1943 diente er wiederum beim Heeresgeneralstab, wo er als einer der fähigsten Offiziere galt. Im Juni 1943 wurde er als Brigadegeneral Chef des Stabes der 6. Armee auf Sizilien, deren Zerfall er jedoch nicht mehr aufzuhalten vermochte. Nach Inkrafttreten des Waffenstillstandes mit den Alliierten baute er im Auftrag des legitimen Kriegsministers im von der Wehrmacht besetzten Norditalien eine Untergrundtruppe auf, die u. a. den Auftrag hatte, den Nordosten Italiens gegen einen Vormarsch jugoslawischer Partisanenverbände zu schützen. Auf Grund eines Verrates konnten ihn deutsche Soldaten am 16. Mai 1944 festnehmen. Bis April 1945 blieb er in Mailand und Verona inhaftiert, dann übernahm er vorübergehend das Kommando in Mailand und bewahrte die Stadt während der Wirren am Ende des Krieges vor der völligen Anarchie.
Emilio Faldella schied Anfang 1946 auf eigenen Wunsch aus dem aktiven Dienst aus. 1951 wurde er noch zum Generalmajor der Reserve befördert, 1969 ehrenhalber zum Generalleutnant. Bis zu seinem Tod betätigte sich Faldella, der bereits seit 1926 Arbeiten militärischer Art veröffentlicht hatte, vor allem als Militärhistoriker und Schriftsteller. Im Auftrag der NATO hielt er auch Vorträge.

## Werke
- Dalla guerra dei Cavalieri alla Guerra dei Popoli (1926)
- Venti mesi di guerra in Spagna (1939)
- Lo sbarco e la difesa della Sicilia (1954)
- L’Italia e la seconda guerra mondiale (1959)
- Le guerre che nessuno vuole (1962)
- Le battaglie dell’Isonzo (1965)
- Da Caporetto al Piave (1966)
- Caporetto – Le vere cause di una tragedia (1967)
- Due guerre mondiali (1974)
- Storia degli eserciti italiani (posthum 1976)
- Storia delle Truppe Alpine (Neuaufl. 1977)

| Personendaten    | Personendaten         |
| ---------------- | --------------------- |
| NAME             | Faldella, Emilio      |
| KURZBESCHREIBUNG | italienischer General |
| GEBURTSDATUM     | 5. März 1897          |
| GEBURTSORT       | Maggiora (Piemont)    |
| STERBEDATUM      | 9. September 1975     |
| STERBEORT        | Turin                 |